# De Dag (Nederlands dagblad)
De Dag (niet te verwarren met DAG) is een voormalig Nederlands dagblad op tabloidformaat. Het eerste nummer kwam uit op zaterdag 15 maart 1980. Van de krant zijn slechts negen nummers verschenen en na elf dagen was de krant ter ziele.
Het initiatief voor de krant lag bij Peter J. Muller, uitgever van onder meer Candy, een van de eerste pornografische tijdschriften in Nederland. Muller vond dat het tijd werd voor de uitgave van een eigen krant. Hij begon de krant samen met zijn broer Rob, eigenaar van het uitzendbureau Aktie '68. Het was een rechtse krant met een open vizier, naar voorbeeld van de Engelse The Sun.
De Dag verscheen op tabloidformaat, in Nederland destijds ongebruikelijk voor een dagblad. De krant was alleen verkrijgbaar in de losse verkoop; een abonnement en bezorging van de krant was niet mogelijk. De Dag had vette en schreeuwerige koppen in chocoladeletters, naar voorbeeld van De Telegraaf en viste vooral in het lezersbestand van die krant. Onder meer Hans Knoop en Willem Oltmans waren aangetrokken als journalist.
Muller wist van tevoren niet of de nieuwe krant een succes zou worden en hield er rekening mee al zijn in het dagblad geïnvesteerde geld "eervol" te kunnen verliezen. Dat gebeurde ook, want elf dagen later was het dagblad ter ziele omdat de geldkraan dichtging. Toch was volgens Muller iedereen heel schappelijk en de journalisten zagen af van hun declaratie, terwijl de drukker per dag was betaald. Volgens Muller werd de krant gesaboteerd door De Telegraaf, die zijn krant als een gevaarlijke concurrent zag. Adverteerders werden gedwarsboomd en de distributie werd ondermijnd, aldus Muller, die aangaf kapotgemaakt te zijn door De Telegraaf.
Huidig
AD · Het Financieele Dagblad · Nederlands Dagblad · NRC · Reformatorisch Dagblad · De Telegraaf · Trouw · de Volkskrant

Voormalig
Agrarisch Dagblad (1986–2012, daarna verdergegaan onder de naam Boerderij Vandaag) · Algemeen Handelsblad (1828–1970) · Cobouw (1961–2016) · De Courant/Nieuws van de Dag (1923–1982, tot 1998 in Amsterdam) · DAG (2007–2008) · De Dag (1980) · De Echo (1892–1912) · De Maasbode (1885–1959) · Metro (1999–2020) · Het Nationale Dagblad (1936–1945) · De Nederlander (1897–1941, 1945–1947) · Nieuwe Rotterdamsche Courant (1843–1970) · nrc.next (2006–2021) · Het Parool (1944–1997, daarna alleen in Amsterdam) · De Pers (2007–2012) · Sp!ts (1999–2014) · Staatscourant (1814–2009, daarna alleen digitaal) · De Standaard (1872–1944) · De Tijd (1845–1974) · De Tribune (1916–1937) · Het Volk (1900–1945) · Het Volksdagblad (1937–1940) · Het Vrije Volk (1945–1971, tot 1991 in Rotterdam) · De Waarheid (1945–1990)
Lijst van dagbladen in binnen- en buitenland